# کنترل فن کامپیوتر

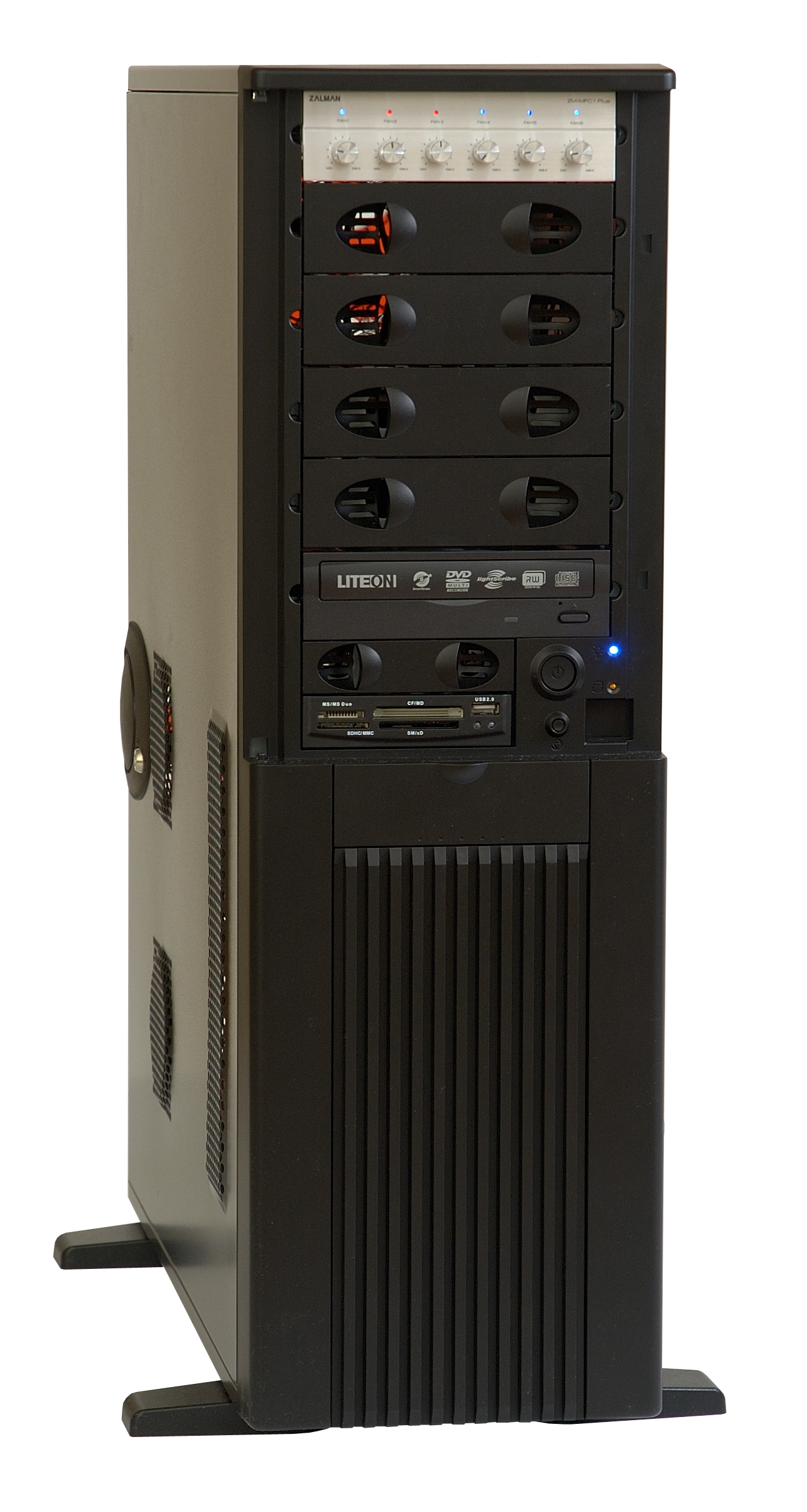
کیس‌های کامپیوتر فول تاور ممکن است حاوی چند فن خنک‌کننده باشند. در بالای کیس یک کنترلر فن قرار دارد.

کنترل فن مدیریت سرعت چرخش یک فن الکتریکی است. در رایانه‌ها، انواع مختلفی از فن‌های رایانه برای تأمین سرمایش کافی استفاده می‌شود و مکانیزم‌های مختلف مورد استفاده، ظرفیت خنک ‌کننده و نویز تولیدی آن‌ها را متعادل می‌کند. معمولا در مادربوردهایی که دارای مدار نظارت سخت افزاری هستند، کاربر میتواند از طریق بایوس(BIOS) یا نرم افزارهای دیگر اقدام به کنترل فن نماید. 

## نیاز به کنترل فن
همانطور که رایانه های شخصی مدرن قدرتمندتر می شوند، مصرف برق آنها نیز افزایش می یابد. كامپيوترها اين توان الكتريكي را به صورت گرما که توسط تمام اجزاي اصلي تولید میشود ساطع مي كنند. تولید گرما با بار سیستم تغییر می کند، بطوری که در بازه های فعالیت سنگین محاسباتی گرمای بسیار بیشتری نسبت به زمان حالت آزاد تولید می شود.
پردازنده ها از زمان اکثر رایانه های مبتنی بر x86 تا زمان برخی رایانه های اولیه متبنی بر 486 نیازی به تهویه گرمای فعال نداشتند. منابع تغذیه به خنک‌سازی اجباری نیاز داشتند و فن‌ های منبع تغذیه نیز هوای خنک‌ را در مابقی بخش های رایانه‌ های با استاندارد ATX به گردش در می آورد. حاصل  افزایش تولید گرما این است که فن ها نیاز به جابجایی مقادیر بیشتری از هوا دارند و بنابراین باید قدرتمندتر باشند، و از آنجایی که آنها باید هوای بیشتری را در فضای ثابت جابجا کنند، صدای بیشتری خواهند داشت.
فن های نصب شده در کیس کامپیوتر می توانند تا 70dB نویز تولید کنند. از آنجایی که میزان صدای فن با توان پنجم سرعت چرخش آن رابطه مستقیم دارد، کاهش دور در دقیقه (RPM) به مقدار کم، به معنای کاهش زیاد صدای فن است. این کار باید با احتیاط انجام شود، زیرا کاهش بیش از حد سرعت گردش فن ممکن است باعث داغ شدن بیش از حد قطعات و آسیب دیدن آن ها شود.  اما اگر به درستی انجام شود، می توان صدای فن را به شدت کاهش داد.
مانند سایر تنظیم کننده های خطی، گرمای اتلاف تولید شده تقریباً P = (Vin - Vout) Iout خواهد بود. 

## نرم افزار
اکنون بسیاری از شرکت‌ها نرم‌افزارهایی را برای کنترل سرعت فن در مادربردهای مورد استفاده خود تحت ویندوز یا MacOS ارائه می‌کنند. نرم افزارهای مختلف توسط مادربردهای مختلف استفاده می شود. همچنین برنامه‌های شخص ثالثی وجود دارند که روی انواعی از مادربوردها کار می‌کنند و با توجه به دما های خوانده شده از مادربورد، CPU و GPU، امکان سفارشی‌سازی رفتار فن را برای کاربر فراهم میکنند. دو مثال برنامه های SpeedFan  و Argus Monitor هستند.

## همچنین ببینید
- کامپیوتر ساکت
- کنترل کننده PID